# Jessie Baylin
Jessie Baylin, née Jessie Baldassarre le 4 avril 1984 à Gillette (New Jersey), est une chanteuse américaine. Elle est mariée avec Nathan Followill, le batteur de Kings of Leon
Elle joue avec Marc Broussard, James Morrison, Dolores O'Riordan, Brett Dennen, Animal Liberation Orchestra, Teitur et Newton Faulkner.

## Biographie
À Los Angeles, elle fréquente la Professional Children's School avec Scarlett Johansson.
Jesse Harris et Norah Jones produisent son premier album, You. Son second album, Firesight, sort sur label Verve Forecast en 2008, écrit par Jesse Harris, Mike Daly, Mark Goldenberg, Greg Wells et Danny Wilde, et produit par Roger Moutenot.
Scarlett Johansson réalise son premier clip en janvier 2012, Hurry Hurry.

## Discographie
The Barefoot EP
- Crazy Love
- Higher Altitudes
- Sparrow
- Rocky Raccoon
- Contradicting Words
- Not A Day More

You
- See How I Run
- The Glitter
- Leave Your Mark
- Lonely Heaven
- You
- By Any Rules
- Sparrow
- No Sign Of Rain
- How
- Tennessee Gem
- Contradicting Words
- So Hard

Ember EP
- See How I Run
- Was I On Your Mind
- I'll Cry For The Both Of Us

Firesight
- See How I Run
- Leave Your Mark
- Was I On Your Mind
- Not A Day More
- Lonely Heavens
- Tennessee Gem
- I'll Cry For The Both Of Us
- The Glitter
- Contradicting Words
- By Any Rules
- Tick Tock
- Want
- Crazy Love
- Closer To You

Little Spark
- Hurry, Hurry
- Love Is Wasted On Lovers
- The Greatest Thing That Never Happened
- I Feel That Too
- Star Cannon
- Yuma
- Holiday
- Dancer
- The Winds
- Joy Is Suspicious
- Little Spark